# Luttenberger*Klug
Luttenberger*Klug (Eigenschreibweise: Luttenberger✴Klug) war ein Pop-Duo aus der Steiermark, Österreich. Es bestand aus Michelle Luttenberger (* 12. Juli 1990 in Feldbach) und Christina „Chrissi“ Klug (* 5. Februar 1989 in Deutschlandsberg).

## Geschichte
Die beiden lernten sich bei einem Auftritt von Klugs Band kennen und wurden in Deutschland durch Auftritte in den regionalen Fernsehanstalten bekannt. Im Sommer 2005 wurde ihre Debütsingle Super Sommer besonders im österreichischen ORF-Radiosender Ö3 gespielt. Da sie damit allerdings keinen wirklichen Erfolg erzielen konnten, wurde Super Sommer im Sommer 2006 nochmals veröffentlicht. Die Single stieg diesmal in die Austria Top 40 und die deutschen Top-100-Charts ein. Im Herbst 2006 folgte dann die Single Vergiss mich, mit der das Duo auf Platz 14 der Austria Top 40 einstieg. Ihr Debütalbum Mach dich bereit! wurde am 23. Februar 2007 veröffentlicht und war in Österreich mehr als 25 Wochen in den Charts.
Ihre größten Auftritte fanden am 9. Juli 2006 statt, wo sie vor dem WM-Finale 2006 vor zirka 20.000 Menschen auf der Berliner Waldbühne und vor über 1 Million Menschen auf der Berliner Fanmeile jeweils live und unplugged spielten. 2007 fungierten die beiden mit ihrer Band als Support von Christina Stürmer, den Sugababes und Tokio Hotel, bevor sie im Mai selbst auf Tour in Österreich und Deutschland gingen.
Am 17. Mai 2007 gewannen Luttenberger und Klug den Amadeus Austrian Music Award in der Kategorie „Single des Jahres national“ mit ihrer Single Vergiss mich. Auch am 18. April 2008 gewannen sie den Amadeus Austrian Music Award in der Kategorie „Album des Jahres national“ mit ihrem Album Mach dich bereit.
Luttenberger*Klug wurden von Alexander Kahr produziert, der auch Christina Stürmer sowie Nadine Beiler produziert hat.
Mitte 2008 wurde das Album Mädchen im Regen fertiggestellt, es erschien im darauffolgenden November.
Im September 2009 kündigten Luttenberger*Klug ihre vorläufige Trennung an, gaben aber wenig später auf Bitten ihrer Fans die Fortsetzung der Zusammenarbeit bekannt.
Im Herbst 2009 unterzeichnete das Duo bei der Plattenfirma Universal Music Austria, bei der das dritte Studioalbum erscheinen soll.
Im April 2010 fand der Videodreh zur neuen Single Nur an mich statt, der durch einen neuen Stil, aber vor allem durch die Regieführung von Oscar-Preisträger Stefan Ruzowitzky für Aufmerksamkeit sorgte.
Am 29. Oktober 2010 erschien die Download-Single Zeig mir den Weg, die auch das Titellied zur Zeichentrickserie CHI RHO – Das Geheimnis ist. Die Single Immer wenn du schläfst erschien als Maxi-CD am 19. November 2010. Das dritte Studioalbum, Unsere Zeit, ist am 25. Februar 2011 erschienen.
Im Herbst 2010 wurde Luttenberger*Klug mit dem Lied Sternenlichter für die Österreichische Vorentscheidung zum Eurovision Song Contest 2011 nominiert.
Im Februar 2012 gab Klug ihre Schwangerschaft bekannt. Im Juli 2012 wurde sie Mutter.
Luttenberger veröffentlichte im Mai 2012 zusammen mit City Angels die Single Broken und mit Molti, Spotzl, Pichla, Eigi im August 2012 die Single Helden dieser Nacht. Sie arbeitet neben ihrer musikalischen Karriere für den regionalen Fernsehsender Steiermark 1. Pläne für eine Rückkehr zu Luttenberger*Klug existieren nicht.

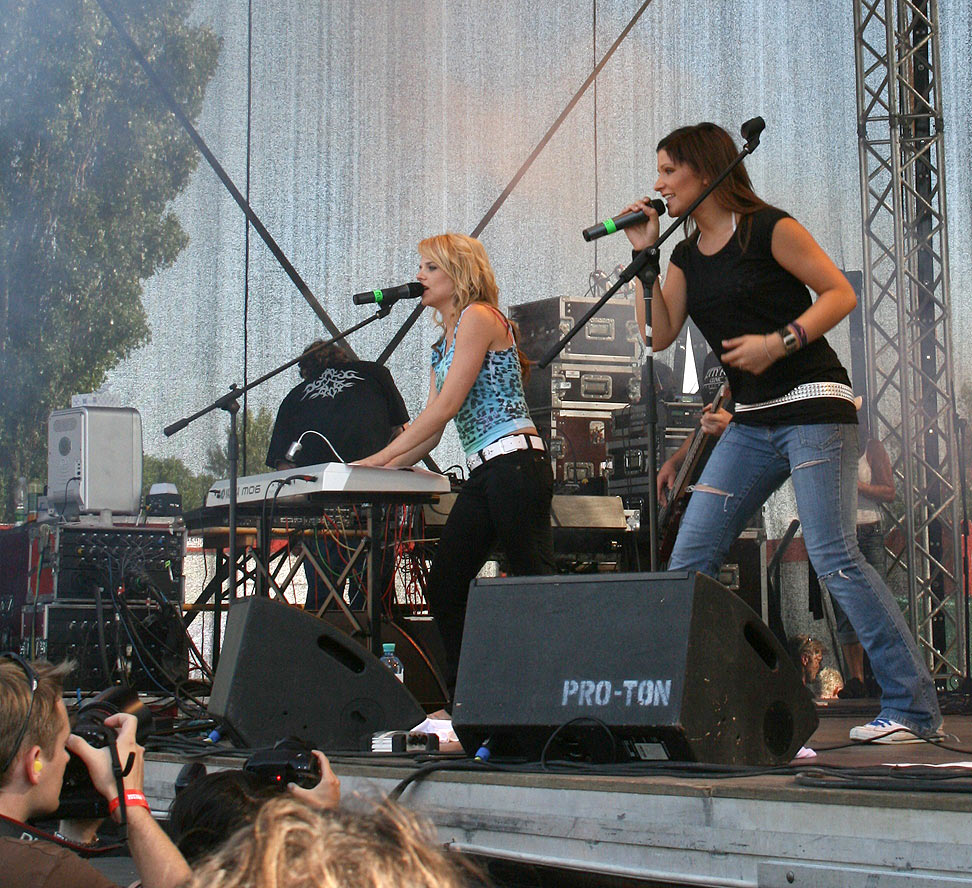
Luttenberger*Klug am Donauinselfest 2007
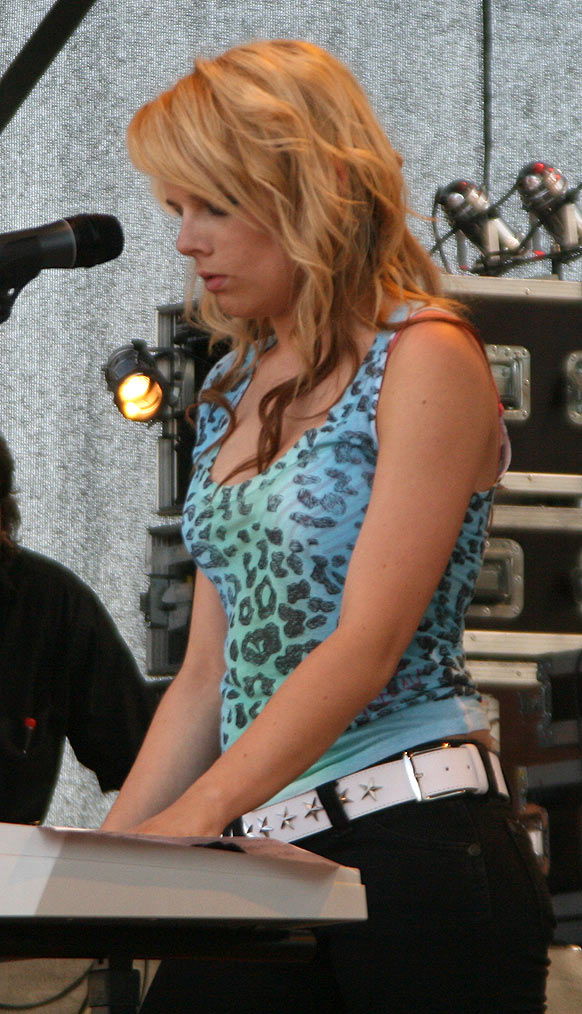
Michelle Luttenberger
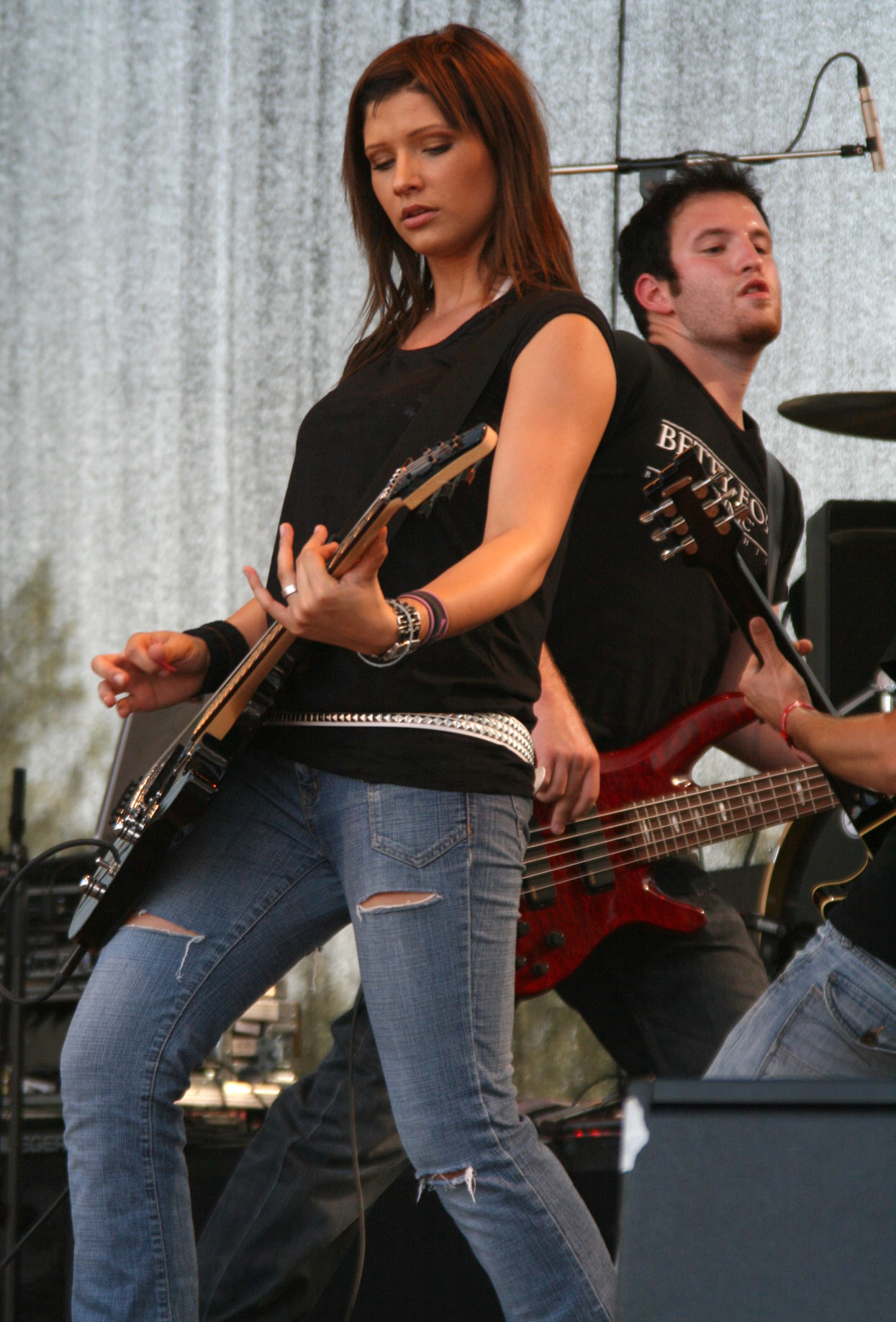
Chrissi Klug

## Begleitmusiker
- Harald Vorraber, Schlagzeug (seit 2007)[9]
- Wolfgang „Knut“ Posch, Gitarre (seit 2010)[10]
- Fabian Wolly Holoubek, Bass (seit 2009)[9]
- Ali Grumeth, Leadgitarre (bis 2009)[11]
- Patrick Braun, Bass (bis 2009)[11]

## Diskografie
Studioalben

| Jahr | Titel                                        | Höchstplatzierung, Gesamtwochen, AuszeichnungChartplatzierungen (Jahr, Titel, Platzierungen, Wochen, Auszeichnungen, Anmerkungen) | Höchstplatzierung, Gesamtwochen, AuszeichnungChartplatzierungen (Jahr, Titel, Platzierungen, Wochen, Auszeichnungen, Anmerkungen) | Anmerkungen                                          |
| Jahr | Titel                                        | DE | AT | Anmerkungen                                          |
| ---- | -------------------------------------------- | --- | --- | ---------------------------------------------------- |
| 2007 | Mach dich bereit DEAG Music / Warner         | DE68 (1 Wo.)DE | AT5 Gold · (26 Wo.)AT | Erstveröffentlichung: 2. März 2007 Verkäufe: + 7.500 |
| 2008 | Mädchen im Regen DEAG Music / Warner         | — | AT21 (16 Wo.)AT | Erstveröffentlichung: 31. Oktober 2008               |
| 2011 | Unsere Zeit Amadeo / Universal Music Austria | — | AT15 (4 Wo.)AT | Erstveröffentlichung: 11. März 2011                  |